# Viana de Jadraque
Viana de Jadraque è un comune spagnolo di 54 abitanti situato nella comunità autonoma di Castiglia-La Mancia.